# Давод
Давод (мађ. Dávod, хрв. Dautovo — Даутово) је село у Мађарској, јужном делу државе. Село управо припада Бајском срезу Бач-Кишкунске жупаније, са седиштем у Кечкемету.

## Природне одлике
Насеље Давод налази у крајње јужном делу Мађарске, уз државну границу са Србијом. Најближи већи град је Баја.
Историјски гледано, село припада крајње северном делу Бачке, који је остало у оквирима Мађарске (тзв. „Бајски троугао”). Подручје око насеља је равничарско (Панонска низија), приближне надморске висине око 85 m. Западно од насеља протиче Дунав, који у овом делу прави простране мочваре Карапанџа.

## Историја
Сачувани пописи села између 1714. и 1752. године указују да су овде у том периоду живеле само српске породице, а у архивским документима сачуван је и изглед печата сеоске општине из 1744. године са иницијалима „С. Д.” (Село Даутово).
Православва црква Св. оца Николаја у Даутову освећена је 1731. године а село је 1740. г. имало два православна свештеника. Године 1762. овде је досељено преко сто римокатоличких мађарских породица из Горње Мађарске, због чега су даутовачки Срби у пролеће 1763. године затражили заједно са Србима из Барачке пресељење на тадашњу пустару Станишић.
Српске породице које су из Даутова: Бикацки (касније Бикар), Борђошки, Вишић, Вученов, Вукајлов, Грк, Грујић, Комленовић (касније Комненов), Ковачев, Лазин, Ланчушки, Мајсторов, Максимов, Мијат, Митровчанин, Недељков (касније Гуцуња), Пејин, Продановић, Сретин [касније Сретић] итд.

## Становништво
Према подацима из 2013. године Давод је имао 2.003 становника. Последњих година број становника опада.
Претежно становништво у насељу су Мађари римокатоличке вероисповести. У селу су и даље присутни Немци (2%) и Буњевци (2%), али уз значајно мањем броју него почетком 20. века.